# واشبرن (حوزه سرشماری)، مین
واشبرن (به انگلیسی: Washburn) یک منطقهٔ مسکونی در ایالات متحده آمریکا است که در شهرستان اروزتوک، مین واقع شده‌است. واشبرن ۱۱٫۷ کیلومتر مربع مساحت و ۹۹۷ نفر جمعیت دارد و ۱۵۲٫۴ متر بالاتر از سطح دریا واقع شده‌است.